# Lauterstein
Lauterstein è una città tedesca di 2 811 abitanti, situata nel land del Baden-Württemberg.